# Avenida do Oratório
A Avenida do Oratório é uma importante via que corta todo o distrito de São Lucas, na Zona Sudeste do município de São Paulo, ligando-o ao distrito de Sapopemba e ao município de Santo André. Com extensão de seis mil e quatrocentos metros, continua indiretamente nos municípios de Santo André e Mauá. No número 172 está um casarão, tombado pelo Conselho Municipal de Preservação do Patrimônio Histórico, Cultural e Ambiental da Cidade de São Paulo – CONPRESP, que abriga a sede da Prefeitura Regional da Vila Prudente.

## Resenha histórica
O povoamento de São Paulo foi polinuclear e descontínuo, feito a partir de diversos pequenos aglomerados, espalhados por todo o território. A região onde atualmente se encontram os municípios de Santo André, São Bernardo, São Caetano e Mauá, pertencia a São Paulo e ali havia duas fazendas pertencentes aos monges Beneditinos: a Fazenda de São Bernardo e a Fazenda de São Caetano. Também havia a Fazenda do Oratório, que pertencia à ordem religiosa dos Carmelitas. Um local consagrado a orações, designado "oratório", existente entre a sede dessa fazenda e o rio que atravessava suas terras, deu origem ao nome da fazenda, do rio e da estrada que passava por ali. Antes disso, no ano de 1571, as terras da região foram concedidas, por carta de sesmaria, ao ouvidor Amador de Medeiros.
Pouca informação existe sobre a construção de capelas e oratórios em propriedades rurais, mas sabe-se que dependiam de autorização da Igreja Católica, que só a concedia a pessoas de reconhecido valor. As capelas estavam sujeitas à fiscalização do poder temporal, ou seja: eram bens inalienáveis, indivisíveis que estavam sujeitos às leis administrativas e políticas da Igreja. Os oratórios particulares, por sua vez, estavam sujeitos apenas às leis da disciplina sagrada.
Em meados do século XIX, a região era um importante ponto de ligação entre o litoral e o núcleo da cidade de São Paulo. Da Calçada do Lorena, inaugurada em 1792, que passava pela Serra do Mar ligando o Porto de Santos a São Paulo, partiam diversos caminhos, como o do Oratório, o do Vergueiro, o do Pilar, e outros. Alguns desses caminhos eram abertos espontaneamente, sem nenhum planejamento, por tropeiros que faziam o abastecimento da cidade com produtos vindos da Europa, e também por moradores das áreas rurais; pois a produção paulistana era para o consumo interno.

## História

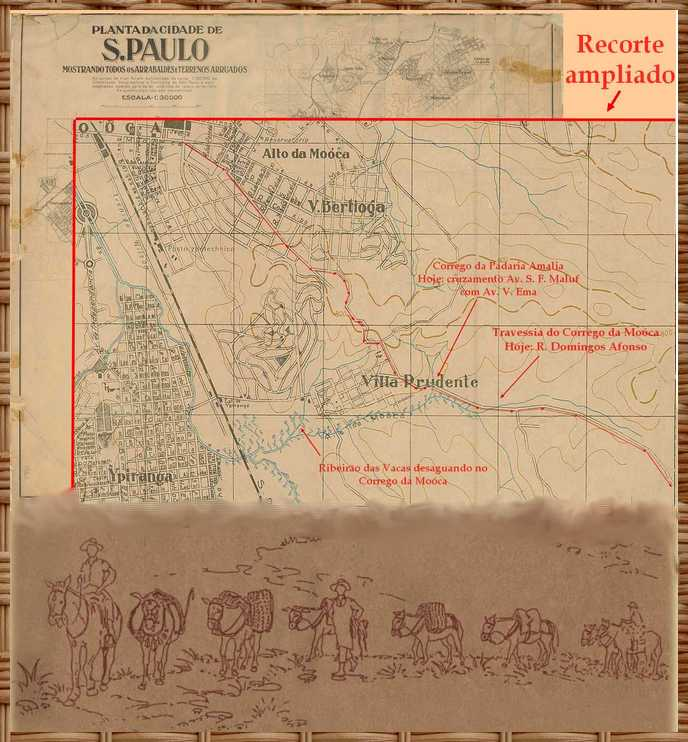
Parte da Planta de São Paulo de 1924

A Avenida do Oratório teve seu nome oficializado pelo Decreto Municipal nº 17347 de 01/06/1981, que estabeleceu os seguintes limites: começa na Avenida Alberto Ramos, entre a Avenida Prof. Luiz Ignácio Anhaia Mello e a Rua Gen. Irulegui Cunha, e termina junto ao Rio Oratório, próximo à divisa do Município. Essa avenida é parte da velha Estrada do Oratório, que tinha seu início nas proximidades do núcleo da cidade de São Paulo e seguia até as proximidades da Calçada do Lorena. Ao longo da história a estrada teve seu nome alterado diversas vezes, em diferentes trechos. Os mapas da cidade de São Paulo, anteriores ao século XX, se limitam a registrar o que havia na região central da cidade e pouca, ou nenhuma, informação nos dá sobre as terras existentes depois das margens do Rio Tamanduateí. Apesar disso, comparando a planta de loteamento da Vila Prudente, de 1890, com mapas do início do século XX e com os atuais, constatamos que a Estrada do Oratório se apresenta, naquele trecho, com o nome de Estrada da Invernada. Mais tarde, em uma planta da cidade de São Paulo de 1897, vemos o mesmo trecho com dois nomes de origem indígena: Rua Avanhandava e Rua Votorantin. Antes disso, na planta de 1913, podemos ver o seu início na Rua da Mooca onde, nos dois primeiros quarteirões, ela figura com o nome de Rua do Oratório, seguindo com o nome de Estrada do Oratório. Na planta de 1924 é possível vê-la do início, na Rua da Mooca, até o Parque São Lucas, atravessando o Córrego da Padaria Amália, atual Av. Salim Farah Maluf, e o Córrego da Mooca, atual Av. Prof. Luís Inácio de Anhaia Mello.
No final do século XIX e início do XX, as regiões da Mooca e Vila Prudente passavam por um forte processo de urbanização. Antigas áreas, onde havia fazendas e sítios, foram loteadas, dando origem a vilas operárias. Muitas ruas novas foram abertas e antigas trilhas, ou estradas, foram retificadas e renomeadas. Em 1893, a fazenda de Victor Nothmann, que ficava a uns três quilômetros da Vila Prudente, foi loteada, dando origem à Vila Ema. Uma nova estrada, dando acesso a essa vila, foi aberta; mas, na planta da cidade, de 1924, observa-se que a Estrada do Oratório mantem seu trajeto original. Mais tarde, o trecho que ia, aproximadamente, do quilômetro 3,7 ao 5,0, foi desmembrado e incorporado à Estrada de Vila Ema, ficando a via dividida em duas partes: a primeira, que deu origem à Rua do Oratório, na Mooca, e a segunda, que deu origem à Avenida do Oratório, no Parque São Lucas. Na Planta da Cidade de São Paulo, de 1943, é possível ver a cisão da estrada e a região bastante urbanizada.

## Informações

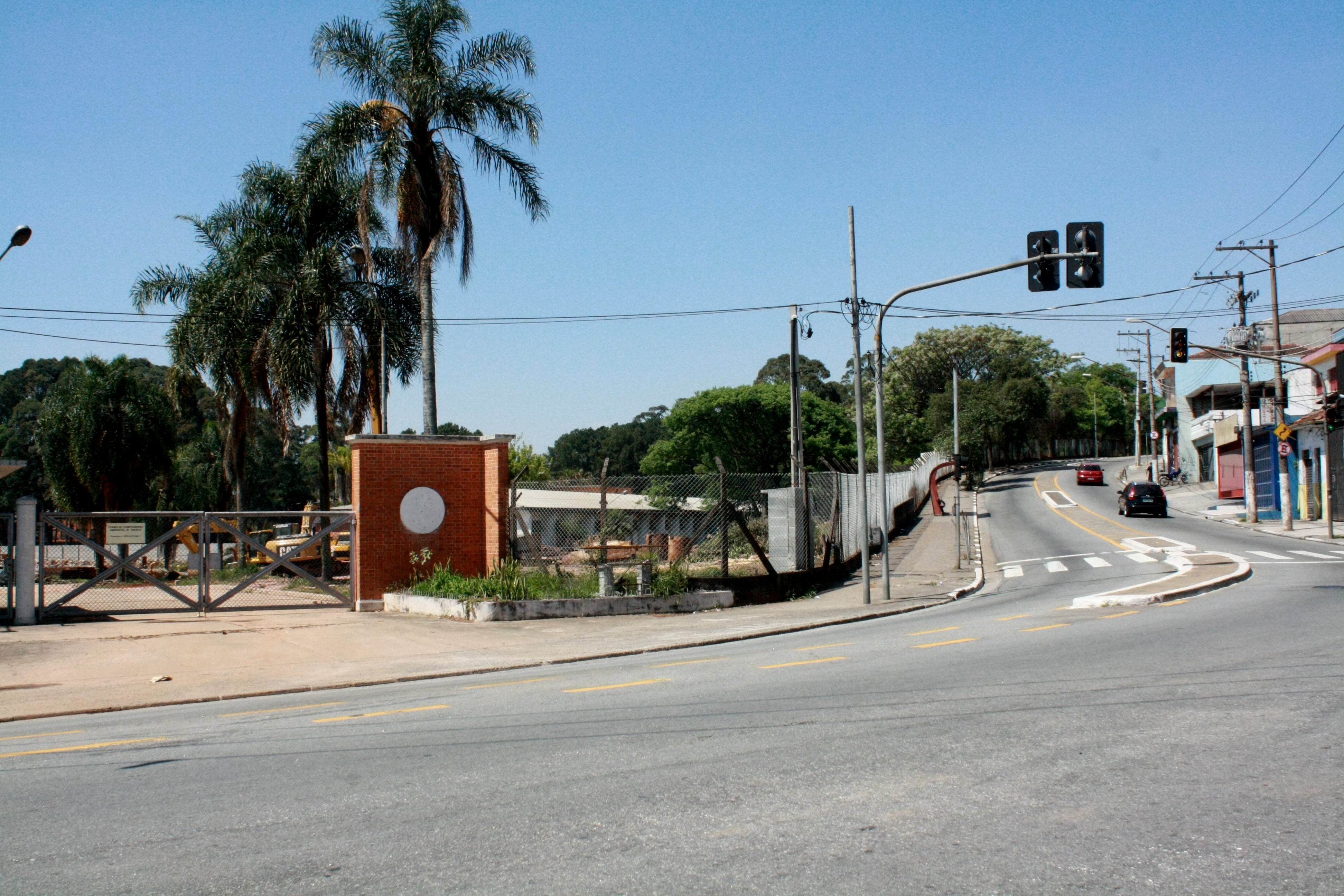
Oratório de São Filipe Neri

Em 1958, o padre Aldo Giuseppe Maschi, que pertencia à Congregação do Oratório, construiu a Paróquia de São Filipe Neri,  nas proximidades da Estrada do Oratório. Antes, no local onde foi construída a paróquia, havia uma pequena capela, dedicada a Santo Antônio. Atualmente, por conta disso, e pela dificuldade de se obter informações sobre os precedentes históricos que deram origem a essa avenida, muitos moradores da região acreditam que seu nome seja consequência da construção da paróquia. Todavia, em 1943 a avenida já figurava na Planta da Cidade de São Paulo, na região do Distrito de São Lucas, com o nome de Estrada do Oratório, mostrando que não há fundamentos para essa hipótese.